# Language of Superstars
Albums de Cowboys & Aliens
Love, Sex, Volume
(2002)
Language of Superstars, sorti en 2005, est le quatrième album du groupe de stoner rock belge Cowboys & Aliens.

## L'album
Tous les morceaux de l'album ont été composés par les membres du groupe.

## Les musiciens
- Henk Vanhee : voix
- John Pollentier : guitare
- Peter Iterbeke : guitare
- Kris Vandekerckhove : basse
- Mario Goossens : batterie

## Les titres
1. Moving Target - 3 min 12 s
2. Language of Superstars - 3 min 29 s
3. Another Fine Display - 4 min 08 s
4. Heart, Body & Soul - 4 min 36 s
5. Kinda Breathtaking - 4 min 37 s
6. Waiting at the Gates - 6 min 38 s
7. Pissing Me Off - 4 min 29 s
8. Remember My Name - 4 min 10 s
9. Napalm Beach - 3 min 49 s
10. Better Believe - 4 min 02 s
11. Time Caesar - 6 min 03 s